# Legge di Hume
La legge di Hume (anche detta problema dell'essere e del dover essere, in inglese Is–ought problem) è un principio filosofico metaetico formulato dal filosofo scozzese David Hume, per il quale bisogna operare in ogni momento la distinzione e la separazione tra «ciò che è» e «ciò che deve essere»; in termini più formali, quindi, nell'economia di un discorso vanno separate le proposizioni descrittive (ovvero che dichiarano ciò che una cosa è) da quelle prescrittive (ovvero ciò che deve essere), rimarcando che filosofi, soprattutto della morale, in passato hanno trasformato l'iniziale è nel deve, mutando quindi la descrizione in un precetto. 
Considerando ciò un errore, la legge di Hume vieta il salto logico tra proposizioni indicanti fatti (l'essere, in inglese is, in tedesco Sein) e proposizioni indicanti valori (il dover essere, in inglese ought, in tedesco Sollen). Questo risultato pone i fondamenti dello sviluppo, nel XX secolo, della metaetica analitica, e verrà ripreso da George Edward Moore nella formulazione del principio di fallacia naturalistica.
La formulazione della legge si trova nel Trattato sulla natura umana, libro terzo, sezione prima: